# Raybird 3
Raybird-3 (ACS-3) — український безпілотний авіаційний комплекс класу «малий тактичний» (згідно з класифікацією ЗСУ, зі злітною масою до 150 кг) для різних довготривалих місій та пошуково-рятувальних операцій (ведення аерофотозйомки та відеоспостереження вдень та вночі об’єктів земної та водної поверхні). Raybird-3 — назва авіаційного комплексу для цивільного використання; ACS-3 — назва військової версії.

## Історія створення та розвитку БПЛА
- 2014 року компанія «Скаетон» розпочала розробляти перший прототип БПЛА з нерухомим крилом, на бензиновому двигуні для спостережних і інспекційних місій[3].
- З 2016 року БПЛА допущено до експлуатації в Збройних силах України[4][5]. За результатами державних випробувань було підтверджено спроможність комплексу виконувати завдання в умовах протидії засобів радіоелектронної боротьби (РЕБ) та відповідність вимогам до тактичних безпілотників[6][7].
- У червні 2018 року ACS-3 успішно пройшов повторне державне випробування, проведене за контрактом з Міністерством оборони України[8]. Наприкінці 2018 року також повторно перевірено роботу БпЛА при РЕБ перешкодах[9].
- У жовтні 2020 року було представлено модернізовану модифікацію ACS-3M з новим інжекторним двигуном, покращеним програмним забезпеченням і можливістю монтувати малогабаритний радар із синтезованою апертурою[10][11].
- У березні 2021 року було продемонстровано запуск БпЛА з рухомого об'єкта (транспортного засобу під час руху)[12].

## Опис
Авіаційний комплекс Raybird-3 складається з безпілотного літального апарата, переносної наземної станції керування, антени, катапульти. Увесь комплекс транспортується у чотирьох контейнерах і готовий до запуску за менш ніж 20 хвилин.
Силова установка БПЛА — одноциліндровий чотиритактний бензиновий двигун GF40 інжекторного типу об'ємом 40 куб. см (виробництво OS Engines), який приводить у дію гребний пропелер. Двигун працює в умовах температури від -25 до + 45 °C, потужність становить 3,8 к.с. (2,8 кВт).
Літак запускається за допомогою механічної катапульти зі стартовою швидкістю 55 км/год. Приземляється на парашуті.
БПЛА не потребує ручного введення координат, літає за заздалегідь запрограмованим маршрутом та самостійно повертається до оператора. Оператор безпосередньо керує БПЛА на відстані до 240 км. В автономному режимі Raybird-3 літає 2,5 тис. км. при максимальному радіусі 1 тис. км. До станції керування можна підключити будь-яку кількість літаків, до одного літака можна під'єднати будь-яку кількість операторів.

### Тактико-технічні характеристики Raybird-3 (модифікація ACS-3M)

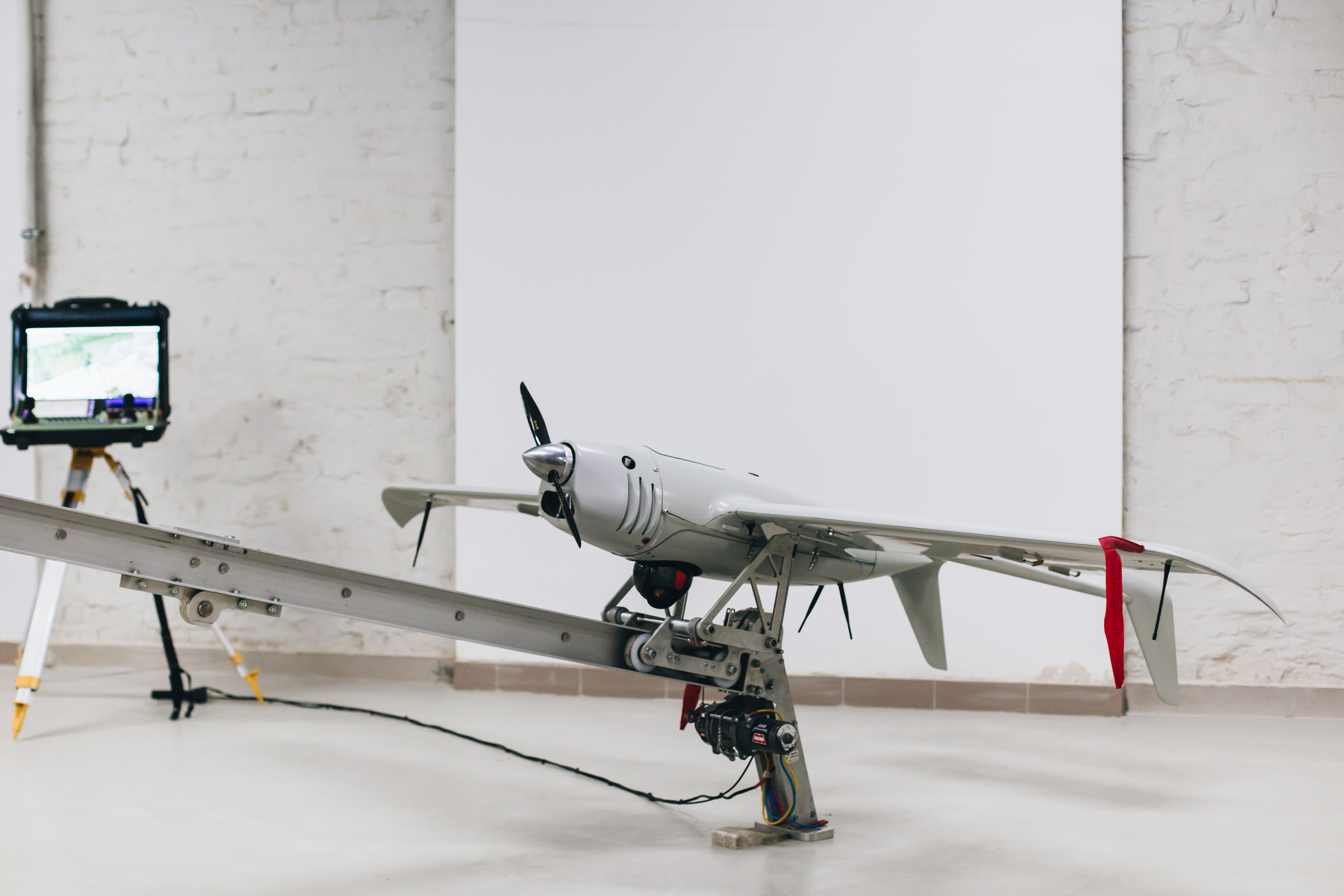
Raybird на катапульті

Джерело:
| Назва характеристики                | Показник              |
| Розмах крила                        | 2960 мм               |
| Висота польоту                      | до 3,5 км             |
| Тривалість польоту                  | 18-28 год             |
| Швидкість (max / крейсерська / min) | 140 / 110 / 80 км/год |
| Максимальна злітна маса             | 23 кг                 |
| Корисне навантаження                | до 5 кг               |

## Сфери застосування
Безпілотник підходить для виконання низки комерційних і військових завдань:
- аерофотозйомка
- запобігання вогню
- картографування
- пошуково-рятувальні операції
- ISTAR місії
- тощо[16][17].

У жовтні 2018 року комплекс ACS-3 за 2 години обстежив 100 кв. км і зібрав дані для створення 3D моделі наслідків вибуху на складі боєприпасів під м. Ічня.
2019 року «Скаетон» за власні кошти обстежив 600 кв. км морських полігонів в інтересах Військово-морських сил України.